# Euprotomus iredalei
Euprotomus iredalei is een slakkensoort uit de familie van de Strombidae. De wetenschappelijke naam van de soort is voor het eerst geldig gepubliceerd in 1960 door Abbott. De soort werd lang aanzien als ondersoort van Euprotomus vomer.

## Voorkomen
Euprotomus iredalei komt enkel voor in het westen van Australië.

## Herkennen
De soort is makkelijk te herkennen en te onderscheiden van Euprotomus vomer en diens gelijkende soort Euprotomus hawaiensis. De schelpvorm is veel robuuster dan beide andere soorten. Ook de vindplaats is uniek daar E. vomer en E. hawaiensis in andere gebieden leven.